# Chiesa dei Santi Siro e Sinigoldo
La chiesa dei Santi Siro e Sinigoldo si trova nel territorio di Capriate San Gervasio (per la precisione a San Gervasio sull'Adda), in provincia di Bergamo.
Si tratta di un piccolo edificio romanico a navata unica risalente al XII secolo, costruito nel sito di una necropoli risalente alla cultura di Golasecca.
La chiesa ha subito diversi interventi che ne hanno modificato l'aspetto lasciando tuttavia intatta l'abside.
La struttura architettonica, piuttosto modesta, conserva alcuni elementi originari, come l'interessante lunetta, posta sopra il portone d'accesso, scolpita con figure antropomorfe.
La facciata principale è nascosta da un portico recente che ne ha snaturato lo stile.
L'edificio s'inserisce nell'ampio panorama dell'architettura romanica bergamasca.